# خوسيه أنطونيو بافون
خوسيه أنطونيو بافون (1754-1844) (بالإنجليزية: José Antonio Pavon)‏ هو عالم نبات إسباني.